# 遠藤舞
遠藤 舞（えんどう まい、1988年〈昭和63年〉7月31日 - ）は、日本のボイストレーナー、ソングライター、レコーディングミュージシャン、エッセイスト、元ポップシンガーおよびタレント。東京都出身。フリーランス。元「アイドリング!!!」の創設メンバーおよびリーダー。

## 略歴

### アイドリング!!!時代（2006年 - 2014年）
2006年 - ボックスコーポレーションにスカウトされ、レギュラー番組『アイドリング!!!』オーディションに参加し合格。同年10月、同番組から女性アイドルグループ「アイドリング!!!」が発足し、3号として活動を始める。
2007年 - 10月、1stDVD作品『まいぷる』をリリース。1st写真集『MAIPURU』を刊行。アイドル番組『美少女NAVI』にレギュラー出演。
2008年 - 7月、2nd写真集『Mai Birthday』を刊行。8月、2ndDVD『FANTASY』をリリース。10月、ドラマ『鉄道むすめ〜Girls be ambitious!〜』に出演。12月、映画『口裂け女0ビギニング』で映画初主演。アニメ映画『WALL・E/ウォーリー』で声優出演。以降、複数の作品に声優出演をする。
2009年 - 2月、3rdDVD『まいぷるモード』をリリース。3月、実質的リーダーだった加藤沙耶香を含む、アイドリング!!!4人の卒業に伴い、加藤から指名を受けて正式なアイドリング!!!リーダーに就任。11月、出演映画『あばしり一家 THE MOVIE』が公開。12月、ヒロイン役舞台『魔界転生』が上演。
2010年 - 1月、ドラマ『しぇいけんBABY! -Shakespeare Syndrome-』に出演。3月、舞台『Tシャツ三国志〜人中に我あり〜』に出演。4月、4thDVD・BD『風の谷のまいぷる』をリリース。舞台『桃色書店へようこそ』に出演。9月、バラエティ番組『BOX TV』にレギュラーMCで出演。映画『Re:Play-Girls リプレイガールズ』に出演。
2011年 - 5月、主演映画『コネコノキモチ』が公開。12月、アイドル番組『アイ活!!』にレギュラーMCで出演。
2012年 - 4月、バラエティ番組『西川貴教のイエノミ!!』にレギュラーMCで出演。ドラマ『クロヒョウ2 龍が如く 阿修羅編』に出演。5月、初のソロ音楽ライブ『舞』を開催する。9月、音楽イベント『コヤブソニック2012』、『イナズマロックフェス2012』にソロ出演。
2013年 - 7月、1stシングル『Today is The Day』でbinyl recordsからメジャーソロデビュー。アイドリング!!!からのソロデビューは、横山ルリカに続き2人目である。7月28日、『TOKYO IDOL FESTIVAL 2013』でソロデビュー曲を初ライブ。8月、ライブイベント『音霊 OTODAMA SEA STUDIO 2013』にソロ出演。11月、アイドリング!!!定期公演で、遠藤舞プロデュースライブを開催する。12月、中野サンプラザで開催された『アイドリング!!!13thライブ』夜公演にて、アイドリング!!!卒業を表明。
2014年 アイドリング!!!卒業 - 2月、Zepp DiverCity Tokyoにて、卒業公演『3号遠藤舞卒業ライブ〜さよならは別れの言葉じゃなくて再び逢うまでの遠い約束ング!!!〜』を開催。アイドリング!!!卒業後は、ソロ活動に専念する。

### ソロシンガー活動（2014年 - 2017年）
2014年 - 3月、クラウドファンディング企画「遠藤舞ソロプロジェクト」を実施。映画情報番組『ディズニーっコすたじお』に出演。後にレギュラーとなる。4月、女性限定スタジオ・ライブ&レコーディングを開催。5月、2ndシングル『MUJINA』をリリース。7月、イベントライブ『HAPPY CAFE』に出演。31日、自身の誕生日であるこの日、ソロデビュー一周年記念ライブ『一歳楽祭』を開催。8月、3rdシングル『Baby Love』をリリース。bayfm主催『東京ドイツ村SUMMER FESTA 2014 夕暮れライブ』に出演。9月、パーソナルバンド「えんどうさんと(株)リットーのひと」を結成し、ライブイベント『イナズマロックフェス2014』に出演。10月、ラジオ番組『BAY DREAM』のパーソナリティーに就任。
2015年 - 2月、ファン交流企画「Mai Endo Valentine's BUS TOUR」を開催。4月、出演ミュージカル『ホンク！』が上演。参加型複合イベント『ニコニコ超会議2015』のavexステージで「遠藤舞LIVE」を開催。6月、ライブイベント『コラソンフェス2015 Vol.5』に出演し、かつてのアイドリング!!!の同僚だったBooing!!!（橘ゆりか・倉田瑠夏）・2D（関谷真由）らと共演。8月、東貴博主宰舞台『THE ホーンテッド・アパート』に出演。
2016年 - 2月、出演舞台『片想い』が上演。4月、日越交流イベント『ホーチミンさくら祭り』『ドンナイさくら祭り』に出演。6月、サイプレス上野とロベルト吉野・主催ライブ『カミナッチャ 2016』に出演。7月、FMヨコハマ主催ライブ『YOKOHAMA LIVE KINGDOM』に出演し、新曲を初披露。8月、倉田瑠夏（Booing!!!）主催の生誕祭ライブ『LUKA 20th Anniversary Festival.』 に出演。9月、2年ぶりの4thシングル『溜息と不安の夜に』をリリース。11月、祭典『明星和楽2016』に出演。12月、DJ集団"申し訳"主催ライブ『(有)申し訳AFTERNOON 20周年SP』に、かつての同僚らとアイドリング!!!OG名義で出演。同じく同僚だった橘ゆりかの生誕祭イベント『YURICAL FES 2016』に参加し、横山ルリカやBooing!!!と共演。
2017年 - 6月、アイドリング!!!時代の同期生・加藤沙耶香の冠企画に参加。8月、約8か月ぶりの対バンにて、アイドリング!!!時代の同僚と共演。翌日、アルバム発表とワンマンライブの開催予定、そして年内を以ての引退を表明。10月、Booing!!!（橘ゆりか・倉田瑠夏）が主催する音楽ライブに参加し、森田涼花とも共演。12月、初であり集大成となるラストアルバム『最終回』をリリース。同名のラストライブを開催し、友人達と最後の共演も果たした。同年末、デビューシングルを提供したミュージシャン・小出祐介とともにゲスト出演したラジオ番組が最後のメディア出演となった。これまでを総括した最後のメッセージを綴り、芸能生活11年をもって引退。（#芸能・歌手活動引退を参照）

### 歌手引退後 - ボイストレーナー（2018年 - ）
2018年 - 8月、凍結していたSNSを再開。一時期アパレル会社社員を兼業しながら、ボイストレーナーや仮歌レコーディングなど、音楽関係の裏方の仕事に就いている近況を伝えた。9月、吉田豪がホストを務めるトーク番組「猫舌SHOWROOM『豪の部屋』」に客演し近況を報告。
2019年 - 1月、アイドルオーディションスタッフの一人として名を連ねるなど、各所でボイストレーニング講師としても活動を始める。2月、セカンドキャリアをテーマにした複数の番組に出演。8月、一般男性と結婚していたことを報告。ほか、ハロプロ所属グループ（「こぶしファクトリー」「アンジュルム」「Juice=Juice」など）や音楽アーティストのシングルに、コーラスとして参加する仕事も始めている。
2020年 - 10月、クラウドファンディングを応用したギフト方式のボイストレーニング「クラウドギフティング」支援サービスを考案し、試用を開始。同月末、古巣アイドリング!!!最後の同窓会番組『バカリズム特番』に参加。11月、大手ストリーミングサービス「SHOWROOM」本社が提供する直属のボイトレ講師に招聘。
2021年 - 2月、初のエッセイ本『若いカワイイからの卒業』を刊行、さらに同出版社Webからコラム掲載。ほか、ソングライターとして楽曲の提供も始めている。9月、マーケティング機関「インディーズアイドル研究所」を共同で設立し所長に就任。
2022年 - 1月、ボイストレーニング・スタジオ公式ホームページを開設。3月、SHOWROOMと竹中夏海（振付師）が発起人となったSRアイドル専用ジムプロジェクト「iウェルネス」のスタッフとして立ち上げ。4月、アイドル音楽イベントを初プロモート。9月、佐久間宣行主宰「佐久間Pアイドルプロデュースプロジェクト」や、エイベックス「SUPER☆GiRLS新メンバーオーディション」に審査員スタッフとして参加。
2025年 - 8月、『TOKYO IDOL FESTIVAL 2025』にてTIF15周年および全員卒業から10年の節目を記念してアイドリング!!!が1日限りの復活をし参加した。

## 人物
昭和末期の生まれで、父子家庭で育った一人っ子。身長162cm。血液型はAB型。
愛称は「まいぷる」。高校時代から友人間で使われていたもので、当時、語尾・末尾に「ぷる」や「ぽむ」をつける言葉遊びが流行っていたことが由来。本人は「20代になって、高校のあだ名で呼ばれるとは思わなかった」と述べている。
趣味はネイルアート、音楽鑑賞。特技はピアノ、楽器。愛犬にロングコートチワワ「くるみ(くーたん)」、同じく「モノ」がいる。好きな漫画は『CLAYMORE』と『ドラゴンボール』。好きな歌声の歌手は、秦基博。
- 芸能界入り

元々芸能人になろうと思った感覚はなく、高校3年生時の秋まで一般の高校生だった。既に美容系学校へ進路も決まっていたが、渋谷ハチ公前で待ち合わせをしていた際にスカウトされ、資料をみた父親に「相武紗季のサインを貰って欲しい」と言われたのと祖母からの後押しがあり、事務所の社内面接に参加して合格した。事務所入りしてすぐにアイドリング!!!オーディションに参加合格の道を歩むことに。

### セカンドキャリア

#### ボイストレーナー
アイドルからソロアーティストを経て、30歳の頃よりボイストレーナーとして開業している。本人は、これまでの経歴からこの業種が自分に活かせると判断し選択。本業にプラスして「プロ意識」「業界のルール」「ビジネスマナー」等のアドバイス。特にアイドル達に対しては、自身の体験を元に「メンタルケア」の協力もできると考えている。また、更なる向上のため知見を広げたいとも明かし、「一生探求」をモットーに掲げている。

#### 持論・意見など
2010年代終盤に差しかかった頃、業界でアイドルのセカンドキャリアがテーマとなっていた時期があり、本人もその一人としてメディアに登場することがあった。自己責任とはいえ低年齢期から活動に時間を取られて、教養が身に付きにくい現代の芸能環境にジレンマを抱き「(アイドル卒業後) 自分も世の中に出てから、社会的ルールや世間知らずの問題に直面した」と警鐘を促した。
ソロシンガー時代、経済的に困窮しかけた時期があり、やむを得ず当時の所属事務所に内緒で複数のアルバイトをしていた事がある。そして偶然にも現場で事務所社長と鉢合わせになり、露呈してしまったエピソードを後年に明かしている。それについて「短期間ながらも一般職の労働に従事した経験は、世の中を知る上で社会勉強になった」「社会常識を学ぶ機会を芸能関係者も促してほしいし、私も学べる場を作りたい」「将来の潰しがきくように、アイドル活動と同時並行で副業を持っておくべきかも」と語った、後日『潰しがきく仕事』については、「たとえニッチなスキルだとしても、本人の応用次第では経験が活かされる場合がある」と経験談を交えて説明している。
本人はアイドル達と関わる仕事で実情を把握しているからこそ、アイドル側に立ち理解を示す存在でもある。あるときタレントの坂上忍が、全国生放送の情報番組でアイドルや遠藤本人を非難・侮辱ともとれるような苦言を発した。これに対し遠藤は、やんわりと大人の対応で諭し、新旧アイドル達に向け「みんな頑張ってる、胸を張って生きよう」と発信している。
威圧的なボイトレやダンスの指導者について意見し、「それぞれの先生に流儀があるのは承知しているが、抑圧する指導にどんな意味があるのか理論的に教えてほしい」と問いかけた。生徒から『歌やダンスが楽しくなくなった』と言わせ、歌とダンスを奪ってしまうような本末転倒の指導には苦言を呈している。

#### マーケティング機関
自身は以前から、40歳頃までに会社を興したい考えを明かしていた。そして2021年9月、その先駆けとなる機関『インディーズアイドル研究所』をに共同で設立し、自身は所長に就任。主にインディーズアイドル（ライブアイドル・地下アイドル）達をターゲットに、これまでのボイストレーナー業から「パフォーマンス指導」「メンタルトレーニング」「ブッキング」「マーケティング」「調査データ」に至るまで拡張した調査・分析の支援活動を開始した。
目的としては、「アイドルの門戸が広がったぶん多種多様化し、何の業界経験もノウハウもない運営も増えている。アイドルが最終目標の人も多くなり、卒業後のヴィジョンもなく社会に放り出される人も量産されている。そろそろインディーズアイドル業界にもPDCAサイクルを取り入れ、健全化を図るべきだ」という思いから設立した。

### エピソード
- タレント活動関連

女優業は少ないが、2011年5月公開の映画『コネコノキモチ』では、初の単独主演となり、同作の主題歌「空の木」もソロで歌唱。また、それ以前の2010年には、韓国のロボットアニメ『テコンV』に声優として参加、バカリズム升野と2人で全役吹き替えを担当した。
ミニ四駆でタミヤ主催「ジャパンカップ2013」に出場した事がある。テレビ東京『ミニ四駆選手権2013』の企画で、当時アイドリング!!!の同僚の三宅ひとみと共に公式戦に勝ち残り、東京本大会まで進んだ。結果は一次予選敗退。
- LINE乗っ取られ事件

2014年8月9日、自身のSNSアプリ「LINE」のアカウントを、何者かに乗っ取られる被害に遭った。この時期には他の芸能人達も被害に遭っており、遠藤は「わたしのIDのっとったやつ、出てこいやぁぁ」と怒り心頭であった。犯人と思われる人物は、そのアカウントを使って遠藤のLINE仲間と交信しウェブマネーなどを要求。その交信相手の一人だった滝口ミラは、騙されたフリをして犯人の尻尾を掴もうとしたが上手くいかなかった。アイドリング!!!担当ディレクターだった森洋介は、言葉巧みに誘導し犯人は中華系の人物という所まで突き止めた。しかし結局、遠藤のアカウントは凍結され、この一件はWEBニュースでも速報された。
- その他

「下ネタにはかなり対応力があるほう」と自覚し、掲載されたインタビュー記事に、「アイドルだけど下ネタ大好き」と見出しを付けられた事もある。アイドル時代、トーク番組『西川貴教のイエノミ!!』で共演した西川の下世話なトークにも、上手く対応していた。
写真の自分撮りが嫌いで苦手。また、肌の露出も苦手である。アイドリング!!!の同僚だった滝口ミラに「水着の仕事はしたくない」「肌を露出したくない」「人に肌を見せるのが嫌」と漏らしていた。個人DVDでは、3作目以降はイメージDVDの定番である水着シーンが存在しない。

### 音楽関連

#### ピアノポップロック
2012年5月からソロの音楽活動を開始しており、2013年7月にメジャーデビューしている。自身は、ピアノとロックを融合させた「ピアノポップロック」のスタイルを掲げ、1stシングルから一貫して、ピアノ演奏を含む楽曲を制作している。
実父はかつてピアノの講師をしており、自身も絶対音感を持つ。ピアノを教わった事は無いが、実家にあった楽譜や電子ピアノの音源を元に独学で演奏していた。高校時代には、合唱コンクールで伴奏を担当した事もある。ただし、アイドリング!!!加入後に演奏を披露したのは、グループの4th LIVEライブで、「想いの詩」を菊地亜美がピアノ伴奏する際に必要な楽譜を、遠藤がピアノで書き起こしていた様子が同ライブDVDに収録されている程度で、番組やアイドリング!!!ライブでは、むしろピアノ以外の楽器を演奏する機会が多かった。

#### 楽器演奏
ピアノ以外の楽器演奏は、2007年1月6日に放送したアイドリング!!!「地上波3時間15分SP」の企画で、1分間程ながら「君の瞳に恋してる」を、フルートで演奏した。その後、2010年12月31日に開催した、アイドリング!!!カウントダウンライブでも披露（「目には青葉 山ホトトギス 初恋」）している。また、酒井瞳と共に「リロ・アンド・スティッチ」宣伝アーティストに選ばれ、活動の一環としてライブで披露をするために数か月の練習を積み、ウクレレ演奏に挑戦する様子がアイドリング!!!日記で放送された。関口和之がハワイで開催したウクレレ企画『Ukulele Picnic in Hawaii 2009』にも参加した。
他にも、2009年9月22日、23日に開催したアイドリング!!!6thライブにおいて、生バンド形式で披露した曲「レモンドロップ」でベースを担当、同11thライブでは「NO. NEW YORK」（森本さやか歌唱）ではギター、初開催のソロライブでは、楽曲「GO EAST!!! GO WEST!!!」の間奏をサックスで演奏している。

#### 歌唱力
- 評価

講談社・ミスiD実行委員長の小林司は「（生で聞いたことがある限り）アイドル界でもっともハイクオリティな歌唱力を持つ」と評価している。また、小出祐介（Base Ball Bear）は、前山田健一（ヒャダイン）と2012年に対談した際、「アイドルで歌上手い人誰?」という話題で両者ともまず遠藤、そして横山ルリカの名を挙げた（当時は両者ともアイドリング!!!とは関わりはなかったが、のちに小出は遠藤のデビュー曲を作曲、前山田は横山のプロデュースを担当することになる）と小出のラジオ番組に遠藤がゲスト出演した際に語っている。
メジャーデビューに先立ち、2012年5月にソロライブ（「遠藤舞 ソロライブ 『舞』」）を行ったが、当時のアイドリング!!!プロデューサーであり開催に協力した門澤清太は、「遠藤の才能が何処までいけるかっていうのを、自分の目で見たかった」と語っている。
- 自己分析

遠藤自身は中学時代、合唱のソロパートに「ビブラートが甘い」などの理由で、選出されなかった経験があったため、秘めた歌唱力に自覚は無かった。アイドリング!!!加入当初は、「周りがヘタなのかな?」と思っていたという。
アイドル時代にも歌唱については気を使っていた。アイドル楽曲に向いてないという自覚があり「まともに歌っても浮いてしまうため雰囲気に合わせ、あえて平坦に歌っていた」と明かしている。
- コーチング

アイドリング!!!時代は、自ら歌唱するだけではなく、後輩メンバーに対して歌唱指導やアドバイスを行っていた。メンバーは、ボイストレーナーの先生から細部までは確認しづらい遠慮があったため、初出の曲などに関し多くが遠藤に音程を確認していたという。また、後輩の伊藤祐奈や後藤郁が歌唱力向上の意見を求めた所、実力派歌手達の歌真似が、向上に有効ではないかという持論を述べた。
引退後、ボイストレーナーを本業とするようになってからは、アイドリング!!!スタッフが手がけるアイドルING!!!や元アイドリング!!!メンバー（河村唯・関谷真由）のみならず、それ以外の多くの現役アイドルメンバー（963、彼女のサーブ、BLACKNAZARENE、FRUITS ZIPPERなど多数）への指導も行っている。2019年12月より、伊藤祐奈が代表取締役を務める&IDOLが運営するアイドル特化型スクール「SCHOOL&IDOL」でボーカル講師を務める。

#### その他
好きなアーティストはL'Arc〜en〜Ciel、Syrup 16gで、ソロライブでは「Pieces」（昼の部）、「Reborn」（夜の部）のカバーも披露した。またtetsuyaとは、『西川貴教のイエノミ!!』出張版2012〜第一夜〜にて、初対面を果たしている。
広くパトロンを募った企画、遠藤舞ソロプロジェクト「スタジオ・ライブ&レコーディング」において、目標金額200万円に設定したところ、1日で目標到達した。
えんどうさんと(株)リットーのひと
2014年8月、西川貴教が主催する『イナズマロックフェス2014』に出演する為、パーソナルバンド「えんどうさんと(株)リットーのひと」を結成した。メンバーは下記の通りで、遠藤が仕事で縁のあった音楽専門出版社・リットーミュージック発行の楽器専門誌『ベース・マガジン』編集部の社員で構成されている。今回の「イナズマロックフェス」のみ限定の予定だったが、出演後に継続するかどうかを示唆していた。
| 結成      | ボーカル・キーボード | ギター     | ベース   | ドラムス |
| --------- | -------------------- | ---------- | -------- | -------- |
| 2014年8月 | 遠藤舞               | 近藤編集長 | 織本係長 | 渡邉部長 |

### アイドリング!!!関連
- 1期生

アイドリング!!!ナンバーは3号、イメージフラワーは「椿」であった。歴代メンバーの内、加藤沙耶香・小泉瑠美・江渡万里彩・滝口ミラ・外岡えりか・谷澤恵里香・フォンチー・横山ルリカと同期であった。グループには約7年半在籍し、シングル19枚・アルバム5枚参加などの実績を残している。レギュラー番組『アイドリング!!!』にも同期間1000回以上出演した。
- キャラクター

後述の「泣かない」ことも含め、さっぱりしていて、あまり感情が表に出るタイプではない。2007年7月11日のCDデビュー記念ライブで、オリコンデイリーランキング7位獲得発表時に歓喜した際には、森本さやかから「遠藤さんが興奮しているの初めて見た」「ちゃんと人間だった」とコメントされた。
- 泣かないキャラ

涙をみせることが極端に少ないため、しばしば「全米が泣いても泣かない」「鉄の女」など、アイドリング!!!MCのバカリズムをはじめメンバーやファンからも、泣かない女のキャラ付けをされていた。これまでに語られる泣いた場面も、「わさびイチゴを食べた際」、「斉藤舞子からのケツバットを受けた際」、映像には残っていないが「企画のリハーサルにおいて、ドラム缶を頭にぶつけられた際」と、物理的な刺激に起因するものが主である。そのような背景があるため、稀に流す感情的な涙についてメンバーやファンは、「遠藤が泣いている」と反応を示していた。
感情的な涙の一例に、1stライブ終了後には、バックステージで涙する滝口ミラを見ていてもらい泣きし、4thライブでも小泉瑠美の卒業セレモニーで涙を流している様子が映像に収められている。しかし、4人のメンバーが卒業となった5thライブでは泣かず、卒業する1人であった加藤沙耶香にそのことを突っ込まれていた。また、第161・162回にて行われた「MCバカリズム降板ドッキリ」でも、他のメンバーが泣いている中、唯一全く涙を流さなかった。
しかし、ソロデビュー時のレコーディングでは、思い通りにピアノの演奏ができない憤り・悔しさから、久々に涙を流したことが語られた。また、自身の卒業に際しては、卒業発表直後の歌唱や、卒業ライブ後にメンバーから手製のアルバムを渡された際など、多くの場面で泣いたことが映像で捕えられたり、メンバーから語られている。
- メンバーとの関係

歴代メンバーの内、外岡えりか・長野せりな・伊藤祐奈・石田佳蓮・佐藤麗奈と同じ事務所に所属していた。「週刊アスキー」2011年3月22・29日合併号に、遠藤・外岡・長野・伊藤の4人が「ハコイリムスメ」という事務所名義のユニット名で、表紙を飾った事もある。ちなみに、事務所の後輩で2014年に結成された同名のアイドルグループ「ハコイリ♡ムスメ」とは直接の関係はないが、2015年5月に行われた公演を見に行っており、メンバーにアドバイスを行った。
酒井瞳には、その加入当初「同じ匂いを感じた」ことから積極的に話しかけ、結果的に互いが「大親友」「プライベートでも一緒にいる」と称す関係を築いた。一期生以外では、唯一遠藤とタメ口で会話をする他、愛称にも「さん付け」はせず「まいぷる」と呼ぶ（「舞ちゃん」「遠藤さん」と呼ぶことも多い）。遠藤の卒業に関し、酒井は「13thライブにおける、卒業発表後の歌唱」「番組での卒業企画」「卒業ライブ」と関連する全ての企画で感泣しており、特に「卒業発表」の際には、後述のように滅多に泣かない遠藤が釣られて涙を流し、殆どのメンバーが感泣するきっかけとなった。
後輩では、橘ゆりかや朝日奈央など割と不器用なタイプを可愛がり、卒業後も親密な関係を続けている。
- アイドリング!!!終了

2015年4月に公表された、アイドリング!!!活動終了についての問いに、「8年近くいたので、母校が無くなるみたいで寂しい」とコメントし、「みんなそれぞれの仕事を続けて、新しい道を見つけていって貰えれば」と、メンバーにエールを送っている。

#### 唯一のリーダー
7年4か月の在籍期間中、2009年4月から自身の卒業に至る2014年2月まで、約5年間リーダーを務めた。本人は「自分は一人っ子で、ぐいぐい引っ張るような性格ではない」等の理由から、「本当は自分には向いていない」という主張を最後まで一貫していた。
- 就任経緯

当初アイドリング!!!にはリーダー制度が無く、実質的なリーダーを加藤沙耶香が担っていた。加藤のグループ卒業を契機に、正式なリーダーとして遠藤が就任した。そのような経緯もあり、「加藤が『初代』、遠藤が『2代目リーダー』」と紹介されることもある。橘ゆりかが加藤を「前リーダー」と発言している。
- 評価

メンバーからは、本人の弁とは正反対の評価を占めている。横山ルリカは「リーダーに向いてないと言ってるけど、そんな事はない。そっと後輩をサポートして、いつの間にかみんなを包み込んでいる。」、菊地亜美は「まいぷるさんがリーダーでなければ、早々に卒業してたと思う」、大川藍は「お母さんの役割をしてくれた」と語るなど、各々リーダーとして慕う発言が多かった。卒業以降も、長野せりなからグループ卒業の相談などを受けていた。
- 後継者

自身の卒業に際し、プライベートでも親密であった酒井瞳に「リーダーをやれとは言わないけれど、アイドリング!!!を引っ張っていって欲しい」「お母さん（先輩）として、子供たち（後輩）を見守って欲しい」と発言はしたが、正式には次期リーダーを指名しなかった。2014年末、酒井の冠番組『さかっちとミツコの部屋』にゲスト出演した際に、当初は残る1期生の横山・外岡、もしくは最年長となる河村・酒井のうち誰かを指名するつもりでいたが、誰を選んでも人間関係にカドが立ちそうだったので、止めた事を明かしている。以後アイドリング!!!は活動を終了するまで、リーダー制度は復活しなかったため、遠藤が唯一となっている。

### 芸能・歌手活動引退
2017年末をもって、約11年間の芸能・歌手活動を引退した。本人は感謝と最後のメッセージを残し、皆に別れを告げた。以下、原文のまま綴る。

## 作品
順位は、オリコン週間ランキング最高位

### シングル
| # | 発売日        | タイトル         | 販売形態                  | 規格品番                             | 備考                                   | 順位 |
| - | ------------- | ---------------- | ------------------------- | ------------------------------------ | -------------------------------------- | ---- |
| 1 | 2013年7月31日 | Today is The Day | CD+DVD CD+フォトブック CD | AVCH-78044/B AVCH-78045 AVCH-78046   | Type-A Type-B Type-C                   | 21位 |
| 2 | 2014年5月14日 | MUJINA           | CD+DVD CD+フォトブック CD | AVCH-78057/B AVCH-78058 AVCH-78059   | Type-A Type-B Type-C                   | 23位 |
| 3 | 2014年8月6日  | Baby Love        | CD+DVD CD+フォトブック CD | AVCH-78062/B AVCH-78063 AVCH-78064   | Type-A Type-B Type-C                   | 31位 |
| 4 | 2016年9月21日 | 溜息と不安の夜に | CD+DVD CD CD+DVD          | AVCH-78093/B AVCH-78094 AVC1-78095/B | DVD付盤 通常盤 mu-moショップ限定豪華盤 | 27位 |

### アルバム
| # | 発売日         | タイトル | 販売形態         | 規格品番                             | 備考                               | 順位 |
| - | -------------- | -------- | ---------------- | ------------------------------------ | ---------------------------------- | ---- |
| 1 | 2017年12月13日 | 最終回   | CD+DVD CD CD+DVD | AVCH-78105/B AVCH-78106 AVC1-78107/B | DVD付盤 通常盤 mu-moショップ限定盤 | 31位 |

### 配信
- さよならの向う側（2017年8月31日、binyl records） - 山口百恵カバー曲[98]

### 映像作品
- まいぷる（2007年10月26日、彩文館出版） - DVD
- FANTASY（2008年8月20日、イーネット・フロンティア） - DVD
- まいぷるモード（2009年2月18日、角川エンタテインメント） - DVD
- 風の谷のまいぷる（2010年4月7日、ポニーキャニオン） - DVD/BD
- 3号遠藤舞卒業ライブ〜さよならは別れの言葉じゃなくて再び逢うまでの遠い約束ング!!!〜（2014年4月30日、ポニーキャニオン） - BD

### 写真集
- MAIPURU（2007年10月25日、彩文館出版、撮影：中山雅文）ISBN 978-4775602539
- Mai Birthday（2008年7月30日、スコラマガジン、撮影：唐木貴央）ISBN 978-4902307047

WEB版
- 週プレnet.EX67『LADY MAI』（2012年6月、集英社）

その他
- PHOTORE Vol.7 遠藤舞（2012年3月30日、東京ニュース通信社）ISBN 978-4863362185

### タイアップ
| 楽曲             | タイアップ                                                             | 収録作品             |
| ---------------- | ---------------------------------------------------------------------- | -------------------- |
| Today is The Day | オンラインファンタジーRPG「Dragon’s Prophet」イメージソング            | 「Today is The Day」 |
| Today is The Day | フジテレビ系『ミューサタ』2013年8月度エンディングテーマ                | 「Today is The Day」 |
| 透明な白         | フジテレビ系『奇跡体験!アンビリバボー』2013年7-9月度エンディングテーマ | 「Today is The Day」 |
| 溜息と不安の夜に | フジテレビ系『SOUND WEATHER』2016年9月度テーマソング                   | 「溜息と不安の夜に」 |
| 溜息と不安の夜に | FMヨコハマ『Tresen+ MJ』2016年9月度週間テーマソング                    | 「溜息と不安の夜に」 |
| 空の木           | 映画『コネコノキモチ』主題歌                                           | 「溜息と不安の夜に」 |

### 楽曲提供
紺野栞
- 「これから」（2021年） 作曲

jubilee jubilee
- 「虹色ガーランド」（2021年） 作詞[99]

pageONE
- 「Stunning Girl」（2022年） 作詞

Flood Lyrics
- 「誰かのヒーロー」（2022年） 作詞[100]

### コーラス参加
アイドルING!!!（アイエヌジー）
- 「拝啓、未来」
- 「ばえなっちゅ♡」

こぶしファクトリー
- 「Oh No 懊悩/ハルウララ」

D.Y.T
- 「wavy lover」
- 「I WILL」

アンジュルム
- 「泳げないMermaid」
- 「愛されルート A or B?」
- 勝田里奈「とっておきのオシャレをして」

Juice=Juice
- 「Va-Va-Voom」
- 「Mon Amour」
- 「ノクチルカ」

ほか

## 出演

### ライブ
主催
- 遠藤舞 ソロライブ『舞』(2012年5月20日、Billboard Live TOKYO)
- 3号遠藤舞卒業ライブ〜さよならは別れの言葉じゃなくて再び逢うまでの遠い約束ング!!!〜 (2014年2月14日、Zepp DiverCity Tokyo)
- 遠藤舞 女性限定スタジオライブ (2014年4月26日、都内レコーディングスタジオ)
- ソロデビュー一周年記念ライブ『一歳楽祭』(2014年7月31日、南青山CAY)
- 遠藤舞LAST LIVE -最終回- (2017年12月16日、南青山CAY)

客演・対バンライブ
- イナズマロックフェス（滋賀県草津市烏丸半島芝生広場）
2012（2012年9月15日・16日）- リポーター
2014 風神ステージ（2014年9月14日）
- コヤブソニック2012 （2012年9月29日、舞洲コヤブソニック特設会場）- オープニングアクト
- TOKYO IDOL FESTIVAL 2013:SMILE GARDEN（2013年7月28日、ウエストプロムナード公園広場）
- 音霊 OTODAMA SEA STUDIO 2013（2013年8月24日、由比ヶ浜・音霊SEA STUDIO）
- Tokyo FM公開ライブ「HAPPY CAFE」（2014年7月21日、原宿café STUDIO）
- bayfm主催「東京ドイツ村SUMMER FESTA 2014 夕暮れライブ」（2014年8月14日、東京ドイツ村）
- ニコニコ超会議2015 avexステージ「遠藤舞LIVE」（2015年4月25日、幕張メッセ）
- コラソンフェス（下北沢GARDEN）
Vol.5・11（2015年6月29日・11月30日） Vol.14（2016年4月19日）
- ホーチミンさくら祭り（2016年4月22日、ベトナム・ホーチミン）
- ドンナイさくら祭り（2016年4月23日、ベトナム・ビエンホア）
- TAKE ON ME vol.5〜Girls Music Lab〜（2016年5月15日、新木場STUDIO COAST）
- サ上とロ吉のファン感謝祭〜カミナッチャ2016〜（2016年6月11日、横浜ベイホール）
- みなとみらい KINGDOM SUMMER 2016『YOKOHAMA LIVE KINGDOM』（2016年7月30日、クイーンズスクエア横浜）
- Booing!!!LUKA 20th Anniversary Festival.（2016年8月14日、渋谷マウントレーニアホール）
- look book party vol.3（2016年8月24日、渋谷TSUTAYA O-WEST）
- アンチエイジングフェア〜in台場〜 「遠藤舞LIVE」 (2016年9月25日、フジテレビ本社屋)
- 明星和楽2016 (2016年11月12日、福岡市天神)
- TOWER OF MUSIC vol.83 (2016年11月26日、横浜マリンタワー)
- YURICAL FES 2016 (2016年12月22日、渋谷WWW X)[101]
- コラソンウェイ vol.26（2017年8月29日、渋谷ミルキーウェイ）
- YURICALUKA FES (2017年10月20日、渋谷WWW X)
- TOYOSU SeaSide Fes Next '17 〜AUTUMN〜 (2017年10月28日、アーバンドック ららぽーと豊洲)

音楽ライブ番組
- 遠藤舞 ソロライブ「舞」in Billboard Live Tokyo (2012年5月20日、フジテレビNEXT)
- コヤブソニック2012 (2012年11月3日、フジテレビNEXT)
- イナズマロックフェス
2012 (2012年11月24日、フジテレビNEXT) - リポーター
2014 (2014年9月14日、ニコニコ生放送) (2014年11月30日、フジテレビNEXT)
- TOKYO IDOL FESTIVAL 2013:Solo & UNIT (2013年7月28日、ニコニコ生放送)
- 3号遠藤舞卒業ライブ〜さよならは別れの言葉じゃなくて再び逢うまでの遠い約束ング!!!〜
本放送 (2014年2月14日、フジテレビNEXT)
メモリアルSP (2014年3月8日、フジテレビNEXT)
- 遠藤舞 スタジオライブ (2014年4月26日、Ustream)
- アニメロサマーライブ2014 ONENESS (2014年10月3日、BSフジ) - リポーター
- 遠藤舞LAST LIVE -最終回- (2017年12月16日、FRESH!)

### テレビ
レギュラー・準レギュラー・特別出演のみ記載
- アイドリング!!! (2006年10月 - 2014年2月、フジテレビワンツーネクスト)
- アイドリング!!!日記 → アイドリング!!! (地上波版) (2007年1月 - 2014年2月、フジテレビ/フジテレビONE)
- 美少女NAVI (2007年10月中旬 - 11月中旬、CS Gyao)
- BOX TV (2010年9月 - 2011年7月、PigooHD/エンタ!371) - MC(#1 - #９)
- アイ活!! (2011年12月 - 2012年7月、Music Japan TV) - MC
- イチサン! -Three times a day- 遠藤舞特集 (2014年5月26日、MUSIC ON! TV)
- 40男はらいつー (2016年12月、テレビ東京系) - MC[102]
- バカリズム特番（2020年10月13日〈12日深夜〉・30日、フジテレビONE）
- その後の人生 聞かせて下さい（2022年8月25日、NHK総合）[103]

### ドラマ
- 鉄道むすめ〜Girls be ambitious!〜 (2008年10月 - 2009年1月、東名阪ネット6) - 羽田あいる 役（第9・10話）
- しぇいけんBABY! -Shakespeare Syndrome- (2010年1月3日、フジテレビ) - 秋吉アケミ 役
- ピラメキーノG ざっくり戦士ピラメキッド (2010年4月23日・30日、テレビ東京) - れいれい 役（第1話・2話）
- クロヒョウ2 龍が如く 阿修羅編 第4話 (2012年4月26日、毎日放送) - キャバ嬢・舞 役

### 映画
- 口裂け女0ビギニング (2008年12月6日公開、パル企画) - 主演
- あばしり一家 THE MOVIE (2009年11月21日公開) - まい 役
- Re:Play-Girls リプレイガールズ (2010年9月25日公開) - ユナ 役（友情出演）
- コネコノキモチ (2011年5月14日公開) - 主演・桜井遥 役

### 舞台
- 劇団キリン食堂『魔界転生』(2009年12月2日 - 6日、俳優座劇場) - ヒロイン・クララ 役
- DHE@stage『Tシャツ三国志 〜人中に我あり〜』(2010年3月14日、全労済ホール／スペース・ゼロ) - 天の声・語り部（三国志人物・孔明） 役
- i-Factory『桃色書店へようこそ』(2010年4月10日、シアターグリーン BIG TREE THEATER) - ゲスト
- ピュアーマリー・ミュージカル『ホンク！』(2015年4月4日 - 11日、全労済ホール／スペース・ゼロ) - ペニー 役、他
- FIRE HIP'S第七回公演『THE ホーンテッド・アパート』(2015年8月1日・2日、スクエア荏原ひらつかホール)
- 方南ぐみ企画公演『片想い』(2016年2月3日 - 7日、俳優座劇場) - 森本千代 役

### 配信テレビ・アプリ
- 西川貴教のイエノミ!!（2012年4月12日 - 12月20日、ニコニコ生放送） - アシスタントMC[104]
(2013年2月14日) / (2014年5月8日・7月19日・9月14日）
- √5のタイトル未定!!（2013年8月14日、ニコニコ生放送）
- さかっちとミツコの部屋(仮)vol.0（2013年11月5日、ニコニコ生放送）
- 吉田尚記 XYZ（2013年12月17日、ニコニコ生放送）
- ディズニーっコすたじお（2014年3月 - 2015年9月、2016年8月、ニコニコ生放送）
- LINE闘パーティー実況@闘会議 2015（2015年1月31日・2月1日、ニコニコ生放送） - アシスタントMC
- スター・ウォーズ好き全員集合"ローグの日"特番（2016年10月6日、ニコニコ生放送） - MC
- Nintendo Switch 配信SP（ニコニコ生放送）
Nintendo Switch 体験エリア＠闘会議2017 DAY1（2017年2月11日）
『ARMS』先行オンライン体験会「のびーるウデだめし」生放送（2017年5月27日）
- 遠藤舞オフィシャルCh.（2017年8月 - 12月、FRESH!）[105]
- 猫舌SHOWROOM『豪の部屋』 (2018年9月18日、SHOWROOM)
- AbemaPrime（2019年2月6日、AbemaTV）
- notallミュージックトークライブ『 6U 』（2021年8月25日、wallop）[106]

### 吹き替え
- WALL・E/ウォーリー (2008年12月5日公開、ウォルトディズニースタジオモーションピクチャーズジャパン) - 除細動器型救護ロボットD・FIB 役
- ファイナル・デッドサーキット 3D (2009年10月17日公開、ギャガ) - アンディの恋人 役
- バーン・ノーティス 元スパイの逆襲 - シーズン4 第9話 ウェイトレス 役
- BONES -骨は語る-シーズン3 - ヘレン 役
- ドールハウス (2010年8月4日、20世紀フォックスホームエンターテイメント) - アイビー 役
- テコンV (2010年12月) - DVD収録特典の吹き替え版に参加
- チャギントン (2011年、フジテレビ) - リンダ 役

### ラジオ
- ミューコミ（2007年7月12日、ニッポン放送）
- アイドリング!!!のオールナイトニッポン（2007年8月7日、ニッポン放送）
- DJ Tomoaki's Radio Show!（2008年1月31日、下北FM）
- 星ひとみのミュージック・オーラ（2009年11月30日 - 12月6日、USEN☆BEST HITS STATION）
- アイドリング!!!遠藤舞と外岡えりかと長野せりなのオールナイトニッポンモバイル（2010年2月24日・3月3日・10日、ニッポン放送）
- Z-POP STREET（2014年8月4日 - 8月28日、ZIP-FM）
- BAY DREAM（2014年10月 - 2017年3月、FM Yokohama）

### ミュージックビデオ
- サイプレス上野とロベルト吉野「やってやるって」(2015年4月8日公開、felicity)

### ゲームソフト
- PSP「クロヒョウ2 龍が如く 阿修羅編」(2012年3月22日、セガ)

### CM・広告・イメージモデル
- GOFOODアンバサダー（2021年3月、ゴーフード株式会社）[107]
- クラウド会計ソフト「freee」webCM（2021年9月OA、freee株式会社）- ナレーション

### イベント
- 「風の谷のまいぷる」&「Bathroomから愛をこめて」発売記念合同イベント（2010年4月24日、虎ノ門ポニーキャニオン本社）
- 遠藤舞 2011年カレンダー発売記念イベント（2010年10月11日、福家書店銀座）
- 遠藤舞 2015年カレンダー発売記念握手会（2014年11月1日、ブックファースト新宿店）[108]
- Mai Endo Valentine's BUS TOUR〜遠藤舞の日帰りバスツアー〜（2014年2月14日、静岡県伊豆半島）
- ニコニコ超会議2016 大和超券ステージ（2016年4月30日、幕張メッセ）
- PS4版『GRAVITY DAZE 2』発売発表会（2016年7月19日、恵比寿Act square）[109]
- 加藤沙耶香の、今日ニコ生あるけど来る？ #32（2017年6月6日、ネイキッドロフト）
- ハープスター 第3回単独公演（2019年4月21日、ベルエポック原宿） - MC
- 遠藤舞『若いカワイイからの卒業』発売記念オンラインイベント（2021年2月25日、Loft PlusOne West）
- Dazaifu Music EXPO2021（2021年11月21日、福岡プラム・カルコア太宰府） - MC[110]
- Cross Muse vol.1（2022年4月17日、五反田G+） - プロモート
- 長野せりな芸能生活25周年イベント!!!（2023年5月7日、新宿ロフトプラスワン）

## 書籍

### 単行本
- 若いカワイイからの卒業（2021年2月19日、リットーミュージック）ISBN 978-4845635924

### 雑誌
表紙
- memew（2007年11月27日、近代映画社）
- ヤングガンガン（扶桑社）
（2008年1月18日・2010年10月1日・2011年5月21日）
- 週刊アスキー（アスキー・メディアワークス）
（2008年7月29日・2011年3月8日・2012年5月15日・2013年7月1日・2014年6月17日）
- PCfan（2009年7月29日、毎日コミュニケーションズ）
- BOMB（2009年8月8日、学研）
- BIG ONE GIRLS（2011年3月8日、近代映画社）
- MAMOR（2011年5月21日、扶桑社）
- 週刊ヤングジャンプ（2011年6月16日、集英社）
- 月刊ヤングマガジン（2011年8月10日、講談社）
- ロト・ナンバーズ「超」的中法（2013年3月29日、主婦の友社）
- アニカンR ヤンヤン!!特別号 2013 SUMMER（2013年6月26日、エムジーツー）
- アームズマガジン（2013年7月27日、ホビージャパン）

### トレーディングカード
- 遠藤舞オフィシャルカードコレクション【まいぽむ】（2008年5月17日、さくら堂）
- 遠藤舞オフィシャルカードコレクション【other self】（2011年4月16日、さくら堂）

### カレンダー
- 遠藤舞 2009年カレンダー（2008年9月20日）
- 遠藤舞 2010年カレンダー（2009年10月10日）
- 遠藤舞 2011年カレンダー（2010年10月27日、トライエックス）
- 遠藤舞 2012年カレンダー（2011年10月8日、トライエックス）
- 遠藤舞 2013年カレンダー（2012年10月17日、トライエックス）
- 遠藤舞 2014年カレンダー（2013年10月16日、トライエックス）
- 遠藤舞 2015年カレンダー（2014年10月18日、トライエックス）